# 陈雄飞
陈雄飞（1911年2月27日—2004年1月7日），上海人，中华民国外交官。
陈雄飞从震旦大学获法学博士后留学法国，在巴黎大学获国际法法学博士学位。1943年回国，曾任第四战区司令长官部外事处特派员、外交部专门委员兼条约司第二科科长。1949年，出任中华民国驻法国大使馆参事衔一等秘书，并兼理总领事事务。1956年升任公使衔参事并代理馆务。1958年又升任公使。1963年，出任中华民国驻比利时大使兼驻卢森堡大使。1971年返台后任外交部常务次长，暂代理部务。1973年又出任中华民国驻乌拉圭大使。1980年后任外交部顾问。2004年在台北病逝。